# Should Tailors Trifle?
Should Tailors Trifle? è un cortometraggio muto del 1920 scritto, sceneggiato e diretto da Tom Buckingham.

## Produzione
Il film fu prodotto dalla Century Film.

## Distribuzione
Distribuito dall'Universal Film Manufacturing Company, il film - un cortometraggio in due bobine - uscì nelle sale cinematografiche USA il 20 ottobre 1920.